# 185538 Fangcheng
185538 Fangcheng este un asteroid din centura principală de asteroizi.

## Descriere
185538 Fangcheng este un asteroid din centura principală de asteroizi. A fost descoperit pe 14 decembrie 2007 la XuYi în cadrul programului PMO NEO Survey. Asteroidul prezintă o orbită caracterizată de o semiaxă mare de 2,66 ua, o excentricitate de 0,14 și o înclinație de 7,0° în raport cu ecliptica.